# 野崎孝男
野崎 孝男（のざき たかお、1974年〈昭和49年〉 - ）は、日本出身で台湾在住の政治家・実業家。中華民国行政院政務顧問。

## 概要
1974年（昭和49年）、東京都練馬区出身。都政新報記者を経て、2001年（平成13年）6月の東京都議会議員選挙（練馬区選挙区）に出馬し落選。2003年（平成15年）4月の練馬区議会議員選挙に出馬し当選し1期を務めた（会派は民主新緑・無所属議員団）。だが2007年（平成19年）に落選し再選は果たせなかった。落選後、中華民国教育部の奨学金を得て国立台湾大学法学院に留学し、博士課程後期単位取得満了。ラーメンの価格が高い台湾において、かつてラーメンを作っていた経験を活かして格安でラーメンを提供したいと考え、「Mr.拉麺」を開業した。
台湾の女性と結婚し台南市に在住。自身も被災した台湾南部地震や花蓮地震などの災害時には炊き出しを精力的に行うなどの慈善活動にも尽力。2016年（民国105年）に頼清徳市長により台南市政府城市外交顧問に招聘された。
2024年（民国113年）8月1日付で、中華民国総統に就任した頼の下で行政院政務顧問に就任した。任期は1年。
日本人がこの役職に就くのは異例のことであり、野崎がFacebookに任命証書を9月6日に受領したと日本語で投稿したものを日本のメディアが取り上げ、それが台湾で報道されたことで初めて台湾市民の知るところとなったものだが、野崎は中央社の取材に対し、蔡英文総統がベトナム人を政務顧問としたことがあるため驚くことではなく、永住資格を持つ自身は台湾の「新住民」であるとしている。
この他、台南市日本人協会理事長や内政部移民署新住民発展基金管理会委員、亜東国会議員友好協会顧問を務めている。野崎はラーメンや法律アドバイザーなどの自ら創業した事業からは徐々に引退し、これら公益活動に注力していく考えを示しており、台南市城市外交顧問や政務顧問も無報酬で引き受けている。

## 脚註
1. ↑  “東京都議会議員選挙 - 練馬区選挙区候補者一覧 - 2001年06月24日投票 | 東京都”. 選挙ドットコム. 2024年11月9日閲覧。
2. ↑  区議会だより No．163（平成19年1月14日号）　8頁。各会派の構成　練馬区議会
3. 1 2  “日本共同社披露 賴清德任命野崎孝男為行政院顧問”. 梅花新聞網. (2024年9月7日) 2024年9月7日閲覧。
4. ↑  “練馬区議会議員選挙 - 2007年04月22日投票 | 東京都練馬区”. 選挙ドットコム. 2024年11月9日閲覧。
5. ↑  “元練馬区議の日本人男性、格安ラーメンで台湾の人々に“恩返し””. フォーカス台湾. (2014年7月4日) 2014年7月4日閲覧。
6. ↑  “ナルワンアワー（金曜日） - 2021-06-04_台湾へのサポートに積極的に取り組む日本人男性”. 中央広播電台. (2021年6月4日) 2014年7月4日閲覧。
7. ↑  “台湾内閣顧問に在住邦人　台南の野崎孝男氏、異例の任命”. 産経新聞. (2024年9月7日) 2024年9月7日閲覧。
8. 1 2  “野崎孝男獲聘行政院顧問 續搭建台日交流橋梁”. 中央社. (2024年9月7日) 2024年9月7日閲覧。
9. ↑  “令和元年10月3日、台南市との交流促進を目的に「山形市・台南市交流推進アドバイザー」を創設しました。”. 山形市 (2023年4月11日). 2024年9月7日閲覧。